# 차남진
차남진(車南鎭, 일본식 이름: 德山南鎭도쿠야마 단친, 1893년 2월 2일 ~ 1970년 3월 6일)은 일제강점기의 관료 겸 기업인으로, 본적은 전라남도 무안군 삼향면이다. 일제 강점기 당시 전라남도 목포 지역의 대지주이자 유력자 가운데 한 사람이었다.

## 생애
1917년 전후에 일본 메이지 대학 법학과를 졸업했으며 해동물산 감사(1919년 ~ 1923년), 목포창고금융 감사(1919년 ~ 1931년), 호남은행 이사 및 감사(1920년 ~ 1939년), 동아호모(護謨, 고무)공업 이사(1925년 ~ 1935년), 목포양주 사장과 전무이사, 목포양조 이사(1929년 ~ 1942년), 전남신탁 이사(1929년 ~ 1931년), 전남백화점 이사(1930년 ~ 1933년), 목포곡자(麯子, 누룩)합동 이사(1933년 ~ 1939년), 동아약업 이사(1937년 ~ 1942년), 호남제탄 사장과 호남정광 사장(1938년 ~ 1939년), 목포해운 이사(1940년 ~ 1942년) 등을 역임했다.
목포청년회 총무(1920년 5월) 및 부회장(1922년 9월), 목포소비조합 발기인(1920년 5월), 목포교육협회 상무이사(1923년 4월), 조선민립대학기성회 목포지방부 발기인 및 집행위원(1923년 ~ 1924년), 동아일보 목포지국장(1928년 8월 ~ 1938년 10월), 목포부협의회원(1927년 ~ 1931년), 목포부회의원(1931년 ~ 1941년), 전라남도 관선 도회의원(1933년 5월 11일, 1937년 5월 11일 임명), 목포상업회의소 부회장(1935년 9월) 및 의원(1935년 9월 ~ 1938년), 목포중등학교기성회 위원장(1937년 2월), 목포경방단장(1939년 ~ 1941년), 평의원(1941년 10월)을 역임하는 등 전라남도 목포 지역의 유력자로 성장했고 1941년 10월 조선임전보국단 평의원을 역임했다.
1926년 7월 28일과 8월 27일 일본 정부로부터 전라남도 무안군 일대 간석지 개간을 허가받는 특혜를 얻기도 했으며 1941년 8월 15일부터 1945년 8월 15일 광복 때까지 조선총독부 중추원 참의를 역임했다. 광복 이후인 1949년 반민족행위특별조사위원회에 체포되기도 했지만 기소유예로 풀려났다. 친일파 708인 명단의 중추원 부문, 기타 부문, 민족문제연구소의 친일인명사전 수록자 명단의 중추원 부문, 경제 부문, 친일반민족행위진상규명위원회가 발표한 친일반민족행위 705인 명단에 포함되었다.

## 참고자료
- 친일반민족행위진상규명위원회 (2009). 〈차남진〉. 《친일반민족행위진상규명 보고서 Ⅳ-17》. 서울. 532~541쪽.